# Цюрихский зоопарк
Цюрихский зоопарк (нем. Zoo Zürich) — зоопарк в Цюрихе.
Открытый в 1929 году, зоопарк Цюриха является третьим старейшим зоопарком в Швейцарии (после Базеля и Гольдау). Он расположен на Цюрихбергштрассе в квартале Флунтерн на склонах Цюрихберга, занимая территорию 27 га.

## История
История зоопарка берёт начало в 1902 году, когда Альфред Ильг, доверенное лицо императора Эфиопии, подарил Цюриху двух абиссинских львов как благодарность за образование, полученное в ETHZ. Однако из-за отсутствия финансирования не удалось построить даже вольер для животных. Львы сначала были помещены во временную клетку, а в 1905 году отданы в зоопарк Базеля, где они и проживали до самой смерти. После этого высказывались предложения о создании зоопарка, но лишь в 1925 году любители животных основали Цюрихское зоопарковое общество, которое поставило перед собой цель организовать зоопарк. Ассоциация, насчитывавшая около 3000 членов, вскоре смогла приобрести участок земли во Флунтерне. Церемония закладки первого камня состоялась 28 октября 1928 года, после чего оператор зоопарка «Зоологический сад» стал приобретать животных.
Официальное открытие состоялось 7 сентября 1929 года. Новый зоопарк состоял из главного здания с вольерами, аквариумами, террариумами, клетками для обезьян и несколькими павильонами. Уже спустя неделю после открытия, 15 сентября, зоопарк посетило 20 835 человек, с тех пор этот показатель был превышен лишь дважды. С другой стороны, первые годы Цюрихский зоопарк испытывал финансовые трудности, был на грани закрытия, в том числе после побега пантеры, которую не удавалось разыскать в течение десяти недель осенью 1933 года, и леопарда, который сбежал в 1936 году.
Тем не менее зоопарк продолжал развиваться. В 1955 году его впервые посетили более полумиллиона человек.  С 1980-х годов число посетителей стало расти. К 75-летию в зоопарке было около 2200 особей более 300 видов. В 2023 году количество животных достигло 6556; посмотреть на них пришло около 1,2 млн человек.

## Интересные факты
- Одним из популярных мероприятий зоопарка является парад пингвинов, который проводится ежедневно в полдень, если температура ниже +10°С.
- Зоопарк попал в заголовки международных новостей в июле 2020 года, когда уссурийский тигр насмерть загрыз смотрителя зоопарка на глазах у публики[5].

## Галерея

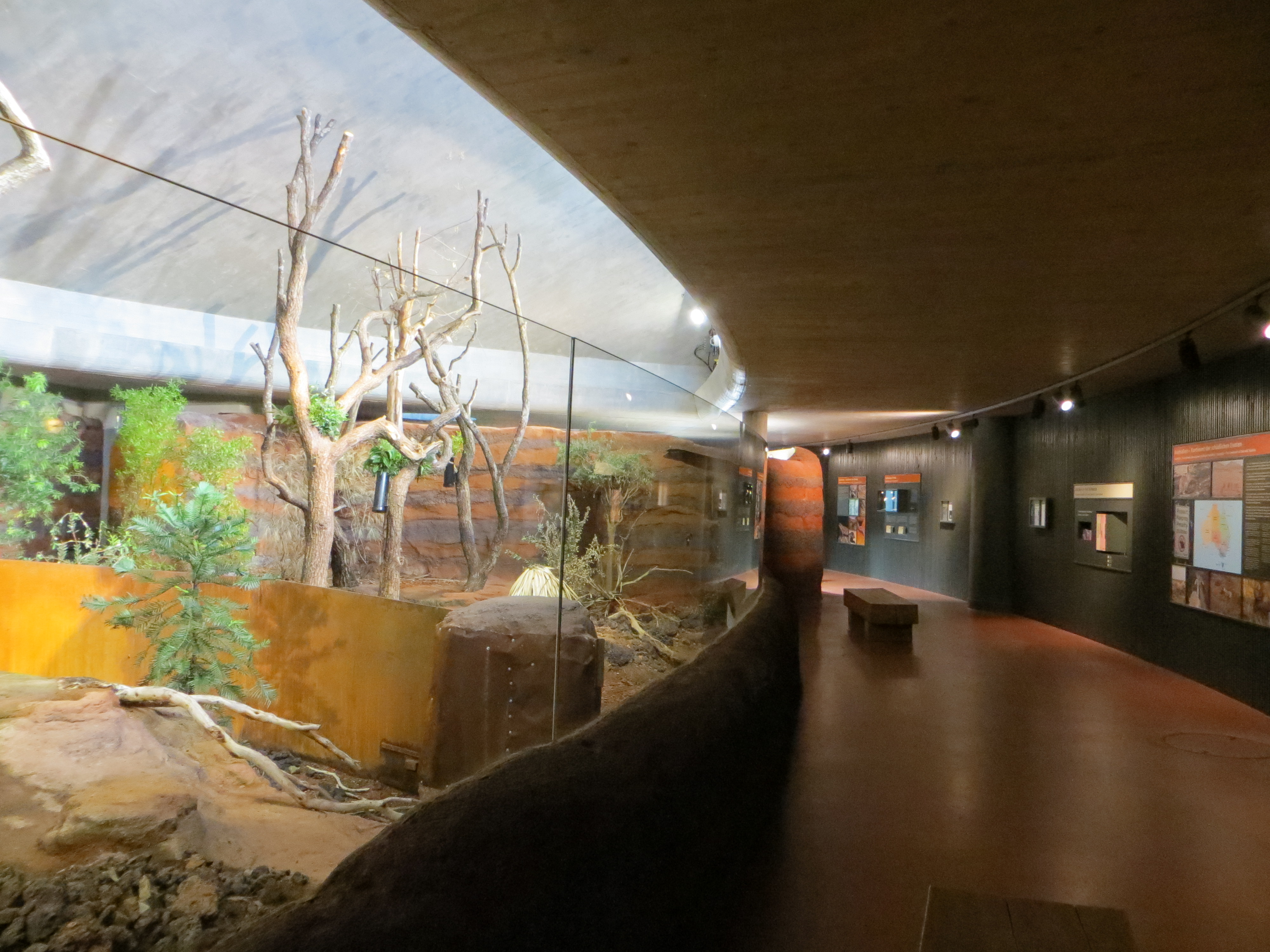
Африканский дом
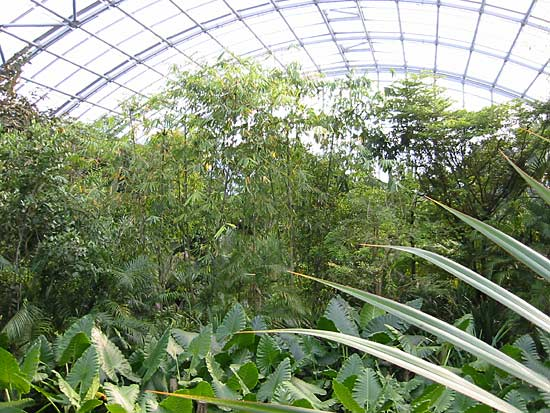
Зал Масоала
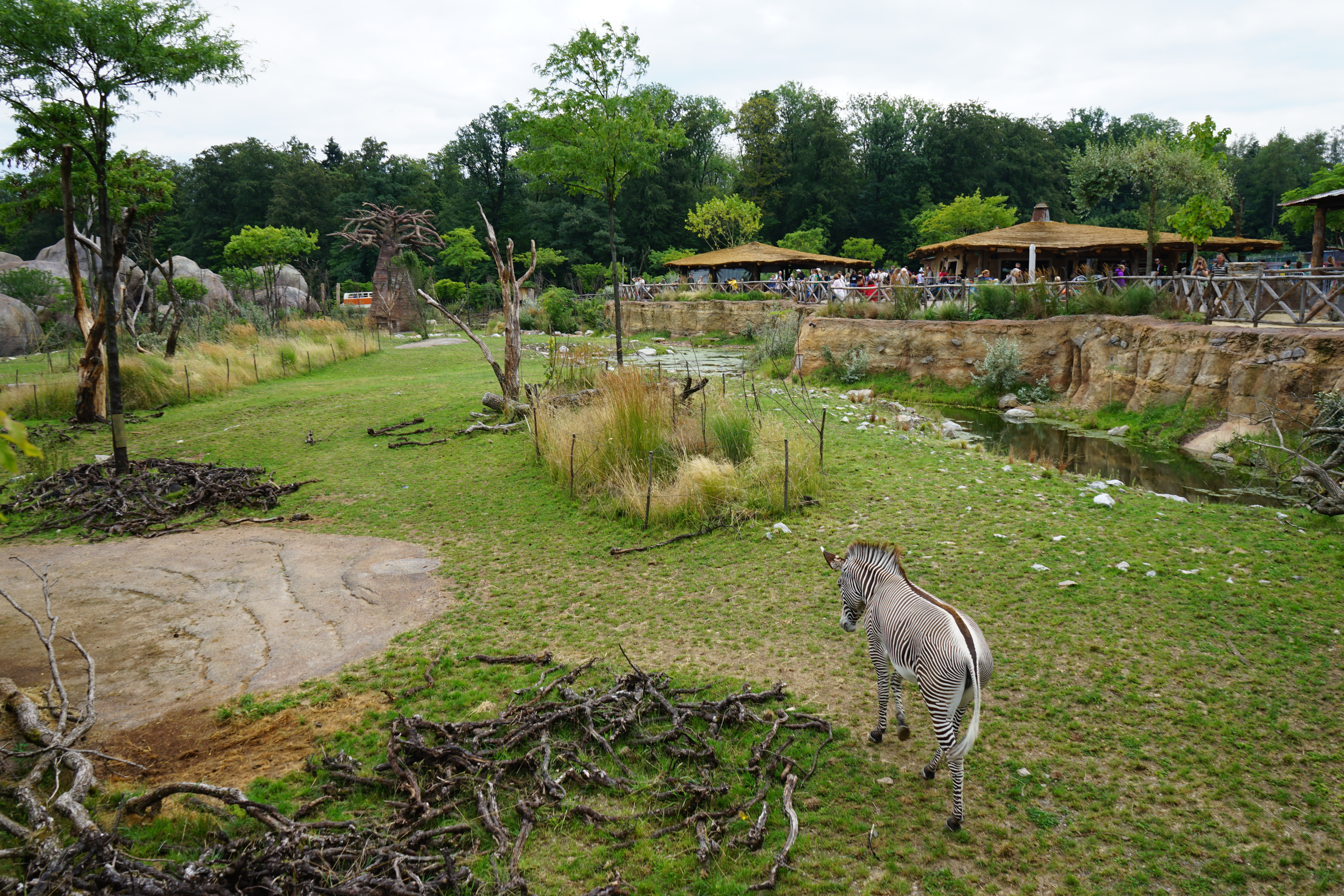
Зебра в зоопарке
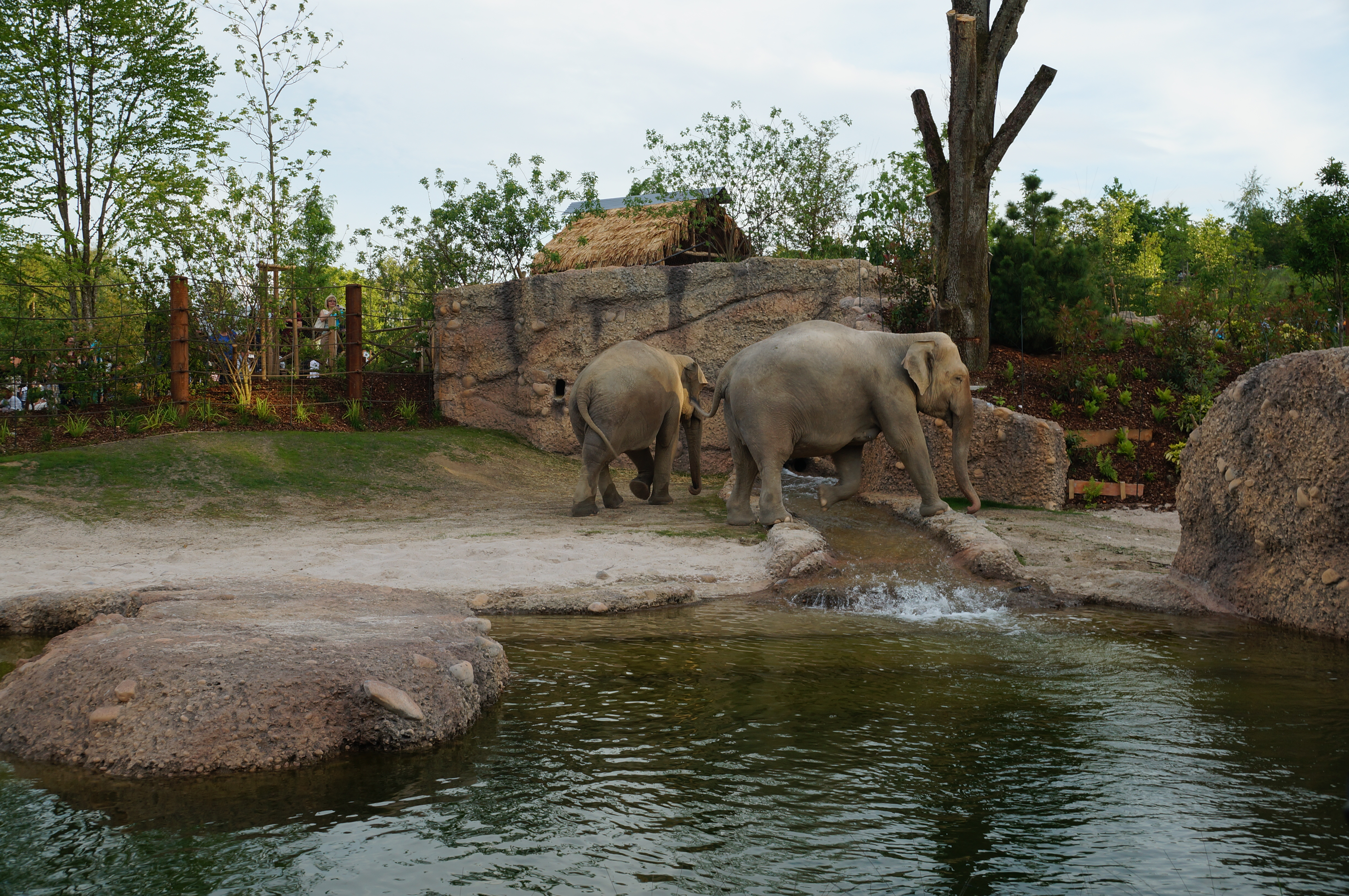
Слоны в вольере